# Saint-Martial-de-Mirambeau
Saint-Martial-de-Mirambeau är en kommun i departementet Charente-Maritime i regionen Nouvelle-Aquitaine i västra Frankrike. Kommunen ligger  i kantonen Mirambeau som ligger i arrondissementet Jonzac. År 2022 hade Saint-Martial-de-Mirambeau 301 invånare.

## Befolkningsutveckling
Antalet invånare i kommunen Saint-Martial-de-Mirambeau
Referens:INSEE